# Guo Xinxin
Guo Xinxin (cinese: 郭心心; Shenyang, 2 agosto 1983) è un'ex sciatrice freestyle cinese.

## Palmarès

### Giochi olimpici
- 1 medaglia:
  - 1 bronzo (salti a Vancouver 2010)